# Костылево (Архангельская область, посёлок)
Костылево — поселок в Устьянском районе Архангельской области.

## География
Находится в южной части Архангельской области на расстоянии приблизительно 2 км на юго-восток от административного центра района поселка Октябрьский.

## История
Поселок появился у одноименной железнодорожной станции, открытой в 1942 году. До 2022 года входил в Октябрьское городское поселение до его упразднения.

## Население
Численность населения: 664 человека (русские 97 %) в 2002 году, 689 в 2010.